# Gonzalo Negro
Gonzalo Negro (Villa María, Córdoba, Argentina; 26 de septiembre de 1994) es un futbolista argentino. Juega de defensor y su equipo actual es el FK Liepāja de la Virslīga.

## Biografía
Surgió de las divisiones inferiores del Club Argentino (El Lobo villamariense).

## Clubes
| Club                        | País      | Año           |
| --------------------------- | --------- | ------------- |
| Banfield (Reserva)          | Argentina | 2015 - 2016   |
| Pachuca Premier             | México    | 2016 - 2017   |
| Juventud Unida (Rio Cuarto) | Argentina | 2017 - 2018   |
| FK Liepāja                  | Letonia   | 2018-presente |